# Горки (хутор, Можайский городской округ)
Горки — хутор в Можайском районе Московской области, в составе сельского поселения Замошинское. На 2010 год, по данным Всероссийской переписи 2010 года, постоянного населения не зафиксировано. 

## География
Деревня расположена на западе района, примерно в 8 км к югу от Уваровки, на левом берегу речки Верзенька (левый приток реки Протва), высота над уровнем моря 217 м. Ближайшие населённые пункты — Вишенки западнее, Бедняково на севере и Храброво на северо-востоке.

## История
До 2006 года Горки входили в состав Замошинского сельского округа.
Постановлением Губернатора Московской области от 21 февраля 2019 года № 76-ПГ категория населённого пункта изменена с «деревня» на «хутор».